# Womb
Womb ist ein Science-Fiction-Drama aus dem Jahr 2010 von Regisseur Benedek Fliegauf mit Eva Green in der Hauptrolle.

## Handlung
Der Film beginnt mit dem Blick auf eine schwangere Frau, die ihrem ungeborenen Baby erzählt, dass sein Vater nun endgültig verstorben sei. Szenenwechsel.
Es beginnt die Liebesgeschichte der 9-jährigen Rebecca und des 10-jährigen Thomas, den sie bei ihrem Großvater kennenlernt. Doch kurz darauf zieht Rebecca mit ihrer Mutter nach Tokio. Zwölf Jahre später macht sie sich nach ihrer Rückkehr auf die Suche nach Thomas. Als sie ihn endlich findet, ist das Glück der beiden jedoch nur von kurzer Dauer: Thomas stirbt bei einem Autounfall. Verzweifelt über den Verlust ihrer großen Liebe fasst Rebecca den Entschluss, Thomas klonen zu lassen und ihn selbst auszutragen.
Doch je älter Tommy wird, desto schwerer wird es für Rebecca.

## Kritiken
„Mit eindrucksvollen Bildern von melancholischen Küstenlandschaften und einer hervorragenden Hauptdarstellerin gelingt ein atmosphärisch eindrucksvolles Drama, das sich aber zunehmend verzettelt und philosophisch wie emotional allzu vage bleibt, um eine interessante Perspektive auf den Umgang mit (gen-)technischen Möglichkeiten und ihre Folgen zu entwerfen.“

„Trotz einer recht kruden Ausgangsidee erweist sich der meditativ erzählte, mit einer brillant aufspielenden Eva Green aufwartende Film als ein behutsam austariertes Experiment zum Skandalon der Gentechnik, obwohl Greens schwächelnder Co-Star Matt Smith sowie eine übertriebene Symbolik den ansonsten guten Gesamteindruck ein wenig trüben.“

## Veröffentlichung
Der Film startete am 7. April 2011 in den deutschen Kinos. Am 18. November 2011 erschien der Film auf DVD.